# Zatavua punctata
Zatavua punctata is een spinnensoort uit de familie trilspinnen (Pholcidae). De soort komt voor in Madagaskar.